# Petco Park
O PETCO Park é um estádio localizado em San Diego, Califórnia. É a casa do time de baseball da MLB San Diego Padres após 36 anos (1969-2003) mandando seus jogos no Qualcomm Stadium.
Começou a ser construído no verão de 2000 (custou US$ 450 milhões), sendo inaugurado em 8 de abril de 2004 com capacidade para 42.445 torcedores, e tem o nome devido a um contrato de Naming rights com a cadeia de Pet Shops PETCO. Apesar disso, muitos se referem erroneamente ao estádio como Petco Park, com letras minúsculas. Receberá o PLE Survivor Series: San Diego em 29 de novembro de 2025.

## Galeria
- Exterior do estádio
- Vista aérea do estádio